# Husby (Vestjylland)
 For alternative betydninger, se Husby. (Se også artikler, som begynder med Husby)
Husby er en landsby i Vestjylland syd for Nissum Fjord i Holstebro Kommune.
Landsbyen ligger op til Husby Klitplantage og den rummer Husby Efterskole og Husby Kirke.
Husby hører til Husby Sogn og postnummeret 6990 under Ulfborg.
Folkemindeindsamleren Evald Tang Kristensen var som ung lærer i Husby. 
I efteråret 1873 overnattede han i landsbyen og indsamlede dagen efter folkeminder fra den lokale kromands kone.